# Lyle McDonald
Lyle McDonald (8 maggio 1970) è un saggista sportivo e fisiologo statunitense.
Lyle McDonald è laureato in fisiologia dell'esercizio fisico (exercise physiology, una sorta di corrispettivo delle scienze motorie) alla Università della California a Los Angeles (UCLA), ed è uno specialista di allenamento con i pesi (CSCS) e di nutrizione sportiva. McDonald si dedica da decenni allo studio delle metodologie legate agli ambiti della crescita muscolare, del dimagrimento e della performance atletica. Oltre a questo conduce in parallelo l'attività di allenatore nell'ambito dell'esercizio con i pesi, in particolare nel bodybuilding e nel powerlifting.
McDonald è meglio noto al pubblico internazionale per essere autore di svariati testi e articoli legati soprattutto alla nutrizione dello sportivo, rivolgendosi in particolare nel mondo del bodybuilding e del fitness, e secondariamente anche ad altre discipline sportive come l'allenamento di endurance. L'autore ha pubblicato articoli per alcuni siti di bodybuilding americani come Cyberpump e Mesomorphosis (poi diventati Thinkmuscle e Meso-Rx rispettivamente), e per periodici come FLEX magazine e Hardgainer. 

## Biografia
Lyle McDonald inizia a farsi notare attorno al 1996 come autore di articoli per alcuni siti di bodybuilding americani dell'epoca, come Cyberpump e Mesomorphosis con cui inizia a costruirsi una reputazione nel circuito statunitense. La vera consacrazione dell'autore avviene nel 1998 con la pubblicazione del testo the Ketogenic Diet, fortemente ispirato dal libro di Dan Duchaine Bodyopus (1996); secondo quando da lui dichiarato, si sarebbe trattato de "il più completo libro mai scritto sul tema delle diete ipoglucidiche (low carb)", o perlomeno ciò lo sarebbe stato per l'epoca. 
In the Ketogenic Diet McDonald codifica in termini scientifici la cosiddetta dieta chetogenica ciclica (cyclical ketogenic diet, CKD), un popolare approccio dietetico per sportivi molto simile a strategie già esistenti descritte da Duchaine (Underground Bodyopus) e da Mauro Di Pasquale (Anabolic/Metabolic diet), in cui vengono alternati 5-6 giorni di dieta chetogenica o fortemente ipoglucidica, a 1 o 2 giorni consecutivi di ricarica dei carboidrati. Pur essendo gli approcci dei tre autori leggermente differenti tra loro, questi sono stati in seguito raggruppati da alcuni sotto la denominazione generica di "dieta chetogenica ciclica", anche nella letteratura scientifica, conferendo a McDonald il merito di aver introdotto il termine nell'uso comune. Nel testo egli descrive anche la dieta chetogenica mirata (targeted ketogenic diet, TKD), la quale prevede un'assunzione contenuta di carboidrati solo in prossimità dell'allenamento.
Negli anni 2000 McDonald pubblica gran parte delle sue opere più note, tutte riguardanti soprattutto la nutrizione per il miglioramento fisico, ovvero per la perdita di grasso e la crescita o il mantenimento muscolare. Il secondo lavoro è Bromocriptine (2002), che approfondisce la regolazione del peso corporeo e dell'ormone leptina, ma soprattutto l'utilizzo del farmaco bromocriptina. In questo testo l'autore menziona per la prima volta il termine ricomposizione corporea per riconoscere il fenomeno di concomitante crescita muscolare e perdita di grasso, e che circa un decennio dopo entrerà nell'uso comune non solo nell'intero settore fitness, ma in seguito anche nella letteratura scientifica; bodyrecomposition.com sarà anche il nome del suo sito ufficiale, aperto dalla seconda metà degli anni 2000.
The Ultimate Diet 2.0 (2003) descrive una dieta dal nome omonimo che prevede una strutturata ciclizzazione dei carboidrati e delle calorie durante la settimana con l'obiettivo del dimagrimento o della ricomposizione corporea. Il nome della dieta è esplicitamente ispirato alla vecchia Ultimate Diet di Dan Duchaine (Ultimate Dieting Handbook, 1982), un evidente tributo al suo principale mentore. 
Nel 2005 pubblica The Rapid Fat Loss Handbook e A Guide to Flexible Dieting, che condividono parte dei contenuti: il primo è dedicato ad una perdita di peso molto rapida adottando una forma modificata di dieta PSMF (dieta chetogenica fortemente ipocalorica usata per i forti obesi); il secondo lavoro tratta più nel dettaglio dell'alimentazione flessibile. Con quest'ultimo manuale McDonald è stato probabilmente il primo autore a introdurre il concetto di dieta flessibile nell'ambito fitness & bodybuilding, diversi anni prima della popolarizzazione favorita da autori delle generazioni successive. Nei due manuali l'autore descrive e formalizza per la prima volta anche le strategie del refeed e del diet break, che diversi anni più tardi saranno accettate e promosse da gran parte del settore fitness/bodybuilding internazionale, o più in generale come pratiche applicabili durante un percorso dietetico per il dimagrimento.
Il 2007 è l'anno di The Protein Book, dove l'autore analizza tutto ciò che riguarda le proteine alimentari per lo sportivo, dal loro metabolismo alle applicazioni pratiche per atleti di forza, potenza, e endurance. The Stubborn Fat Solution (2008) è una sorta di espansione di The Ultimate Diet 2.0 (alcune parti erano già presenti in quest'ultimo), dove vengono ulteriormente approfondite le strategie per intaccare il grasso ostinato tramite dieta, integrazione e protocolli di allenamento specifici. Qui viene trattato lo Stubborn Fat Protocol (SFP), il suo personale metodo di allenamento mirato ad intaccare appunto il grasso ostinato.
Nel 2017 pubblica Women's Book (Vol. 1), il testo più esteso dell'autore, di chiaro stampo accademico, dove si approfondiscono nel dettaglio gli aspetti nutrizionali per la donna, e tutto ciò che ruota attorno alla fisiologia del sesso femminile per ottimizzare il miglioramento della composizione corporea e della performance.
Attualmente Lyle McDonald vive ad Austin, Texas, continuando la sua attività di autore e allenatore.

## Opere

### Come autore
- 1998 - The Ketogenic Diet: A Complete Guide for the Dieter and Practitioner
- 2002 - Bromocriptine: An Old Drug With New Uses
- 2004 - The Ultimate Diet 2.0
- 2005 - A Guide to Flexible Dieting: How Being Less Strict With Your Diet Can Make it More Successful
- 2005 - The Rapid Fat Loss Handbook: A Scientific Approach to Crash Dieting
- 2007 - The Protein Book: A Complete Guide for the Athlete and Coach
- 2008 - The Stubborn Fat Solution
- 2010 - Applied Nutrition for Mixed Sports (+ doppio DVD)
- 2015 - The Stubborn Fat Solution Patch 1.1: A Pharmaceutical Approach to Manipulating Atrial Natriuretic Peptide
- 2017 - Women's Book (Vol. 1): A Guide to Nutrition, Fat Loss, and Muscle Gain
- 2025 - The GLP-1 Solution: A Complete Program to Maximize Your Weight and Fat Loss Results

## Videografia
- 2010 - Applied Nutrition for Mixed Sports (doppio DVD+libro)